# Mount Terwileger
Mount Terwileger ist ein rund 1200 m hoher Berg im Palmerland auf der Antarktischen Halbinsel. Er ragt am südöstlichen Ende der Scaife Mountains an der Nordflanke des Ueda-Gletschers auf.
Der United States Geological Survey kartierte ihn anhand eigener Vermessungen und Luftaufnahmen der United States Navy aus den Jahren von 1961 bis 1967. Das Advisory Committee on Antarctic Names benannte den Berg 1968 nach Stephen E. Terwileger, Hospital Corpsman auf der Amundsen-Scott-Südpolstation im Jahr 1967.